# Hồng Thái, Lâm Đồng
Hồng Thái là một xã thuộc huyện Bắc Bình, tỉnh Bình Thuận, Việt Nam.
Xã Hồng Thái có diện tích 71,69 km², dân số năm 1999 là 11.734 người, mật độ dân số đạt 164 người/km².